# Raid secret
Raid secret (Target Unknown) est un film de guerre américain réalisé par George Sherman et sorti en 1951.

## Synopsis

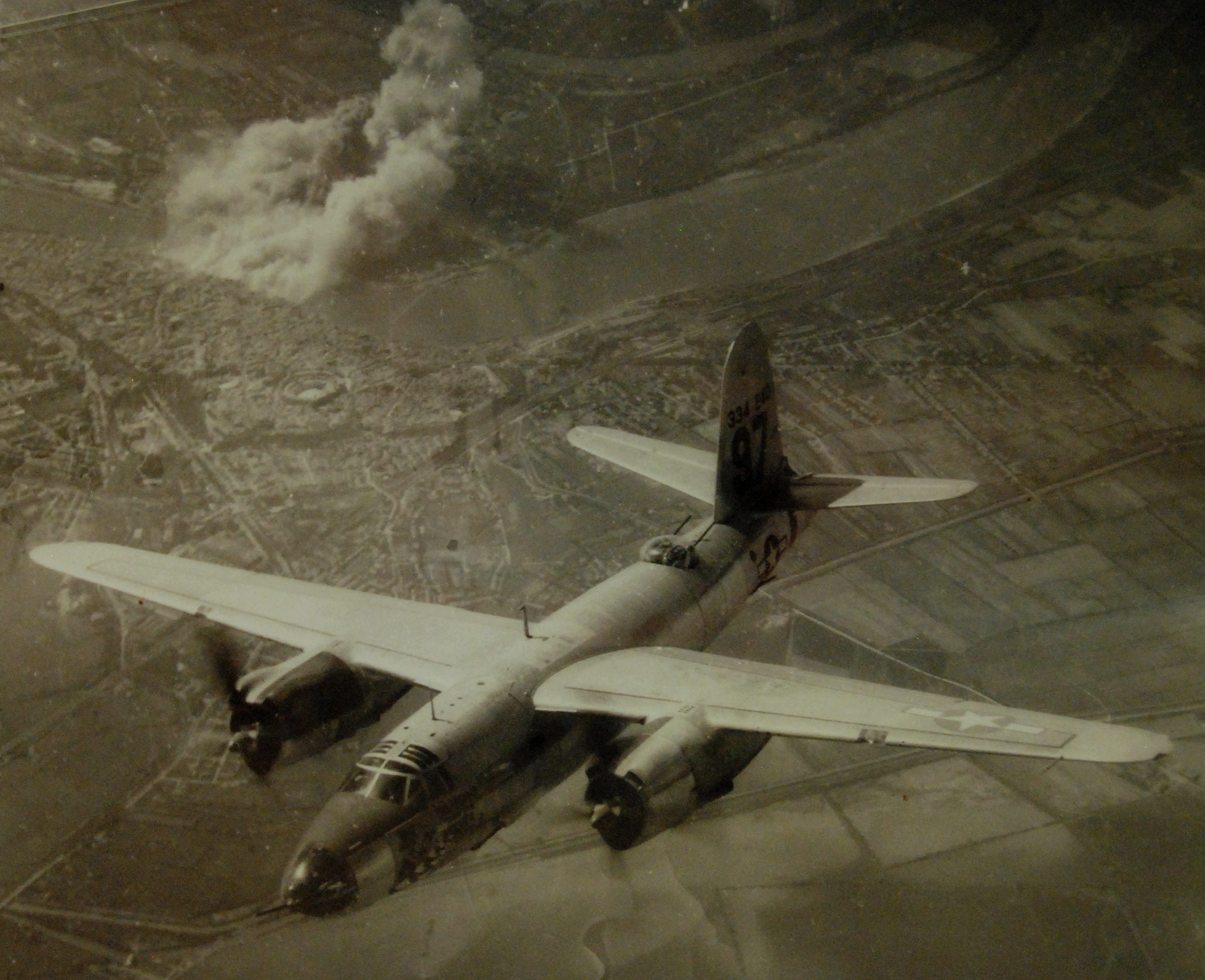
Un bombardier américain au-dessus de la France en 1944.

Des aviateurs américains se retrouvent prisonniers des allemands lors d'un raid aérien sur la France occupée en 1944. Une jeune française va les aider à s'évader.

## Fiche technique
- Titre original : Target Unknown
- Réalisation : George Sherman
- Scénario : Harold Medford
- Producteur : Aubrey Schenck
- Photographie : Maury Gertsman
- Montage : Frank Gross
- Production : Universal-International Pictures Co., Inc.
- Distributeur : Universal Pictures
- Durée : 90 minutes
- Date de sortie :
  - États-Unis : 8 février 1951 : Baltimore
  - États-Unis : 3 mars 1951
- Visa CNC : tous public[1]
- Affiche : René Lefèbvre (France)

## Distribution
- Mark Stevens : Capt. Jerome "Steve" Stevens
- Alex Nicol : Sgt. Alfred Mitchell
- Robert Douglas : Col. von Broeck
- Don Taylor : Lt. Frank Webster
- Gig Young : Capt. Reiner
- Joyce Holden : infirmière allemande
- Suzanne Dalbert : Theresa
- Malú Gatica : French entertainer
- James Best : Sgt. Ralph Phelps
- Richard Carlyle : Brooklyn
- Steven Geray : Jean
- Johnny Sands : Sgt. Frank Crawford
- Tony Christian : Gundlach
- James Young : Russ Johnson

## Production
D'après The New York Times, le film comporte une séquence de bombardement réel prise lors d'un raid en 1944 en France.
Il s'agit d'un remake d'un film d'entrainement des militaires américain  de 1944 Resisting ennemy interrogation
Le film commence par une citation : « In the making of this picture, the cooperation of the Department of Defense and the United States Air Force is gratefully acknowledged. »